# Jólabókaflóð
Jólabókaflóð (in islandese letteralmente "inondazione dei libri per Natale") è una tradizione della cultura dell'Islanda.
Introdotta durante la seconda guerra mondiale, consiste nell'acquisto di libri tra settembre e dicembre per lo scambio di regali natalizio. Nel mese di novembre l'associazione degli editori islandesi pubblica un catalogo che viene distribuito gratuitamente denominato bókatíðindi.